# Parastasia fujiokai
Parastasia fujiokai är en skalbaggsart som beskrevs av Yuiti Wada och Muramoto 1999. Parastasia fujiokai ingår i släktet Parastasia och familjen Rutelidae. Inga underarter finns listade i Catalogue of Life.